# Marta Ligaj
Marta Ligaj – polska biotechnolog, dr hab. nauk ekonomicznych, adiunkt Katedry Towaroznawstwa i Ekologii Produktów Przemysłowych Wydziału Towaroznawstwa Uniwersytetu Ekonomicznego w Poznaniu.

## Życiorys
W 1995 ukończyła studia biotechnologiczne na Uniwersytecie im. Adama Mickiewicza, natomiast 8 maja 2007 obroniła pracę doktorską Wykrywanie genetycznie zmodyfikowanych składników żywności przy pomocy bioczujników, 17 marca 2017 habilitowała się na podstawie oceny dorobku naukowego i pracy zatytułowanej Metody badania kwasów nukleinowych w kształtowaniu i ocenie jakości produktów.
Objęła funkcję adiunkta w Katedrze Towaroznawstwa i Ekologii Produktów Przemysłowych na Wydziale Towaroznawstwa Uniwersytetu Ekonomicznego w Poznaniu.

## Publikacje
- Electrochemical Genosensors for Detection Listeria Monocytogenes and Geneticaly Modified Components in Food[1]
- 2007: DNA Biosensors Based on Stearic Acid Modified Carbon Paste Electrode for GMO Detection[1]
- 2007: Application of DNA electrochemical biosensor for the detection of toxic metals", Current Trends in Commodity Science[1]
- 2010: Bioczujniki do wykrywania GMO[1]
- 2010: Electrochemical detection of foodborne pathogen Aeromonas hydrophila by DNA hybridization biosensor[1]
- 2014: Sposób oceny jakości prób kwasów nukleinowych, Uniwersytet Ekonomiczny (UEP) w Poznaniu[1]